# Nguni (folk)
Nguni är en samlingsbeteckning för flera grupper afrikanska folk, som etniskt hör till bantufolken. De bebor stora delar av östra och södra Afrika. Lingvistiskt talar de ngunispråk.

## Historia
Ngunifolken är pastoralister, som under loppet av många århundraden migrerade söderut med hjordar av nguniboskap (en hybrid mellan västerländska nötboskap och indiska zebu). Förmodligen kom de för ungefär 2 000 år sedan till vad som idag är Sydafrika och bosatte sig i spridda samhällen. Större invandring följde sedan omkring 1400-talet.
Många stammar och klaner förenades med makt under zulukungen Shaka. Shaka integrerade effektivt erövrade stammar, delvis tack vare den militära organisationen där regementen sattes upp efter åldersklasser, där män från olika byar lärde känna varandra.
Under den utvandring till södra Afrika som kallas mfecane spred sig ngunistammar över stora delar av regionen och absorberade, erövrade eller körde iväg många andra folk.

## Social organisation
Bland ngunifolken var klanen, baserad på släktskap på fädernet, den största enheten. Varje klan leddes av en hövding, vars makt och inflytande i hög grad berodde på hur väl han lyckades hålla ihop sin klan. Inflytelserika män sökte skapa sig oberoende genom att grunda en egen klan.
Med början omkring år 1800 trädde nguniklanen zulu fram under Shakas ledning, och den migrering (mfecane) som följde ledde fram till allianser och förening mellan många av de mindre klanerna. Som exempel kan nämnas konungariket Swaziland, som i början av 1800-talet bildades av flera ngunigrupper som allierade sig med Dlaminiklanen för att möta hot om yttre attacker. Idag omfattar kungadömet flera olika klaner som talar ngunispråket swati. De är alla lojala mot kungen av Swaziland, som själv också är överhuvid i Dlaminiklanen.
"Dlamini" är ett mycket vanligt klannamn i alla dokumenterade ngunispråk (inklusive swati och phuthi).

## Religion
Nguni är antingen kristna (katoliker eller protestanter), utövare av afrikanska stamreligioner, eller utövar kristendom med inblandning av traditionella afrikanska värderingar (som till exempel de så kallade nazariterna i Nazareth Baptist Church).

## Folkgrupper
Följande etniska grupper räknas som nguni:
| Grupp                       | Språk                                                             | Folkmängd  | Region |
| --------------------------- | ----------------------------------------------------------------- | ---------- | --- |
| Tugela                      |                                                                   |            | |
| Swazi                       | Swazi                                                             | 2 258 000  | Swaziland, men också Sydafrika vid Swazigräsen. Hemlandet var KaNgwane.                                                                  |
| Phuthi                      | Phuthi                                                            | 49 000     | Vid gränsen mellan Lesotho och Sydafrika i Transkeiregionen.                                                                             |
| Zonda                       |                                                                   |            | |
| Zulu                        | Zulu                                                              | 10 964 000 | Ursprungligen Zululand, men även människor i Natal identifierar sig som zulu. Minoritet i Mpumalanga och Gauteng. Hemlandet var KwaZulu. |
| Xhosa                       | Xhosa                                                             | 8 478 000  | Xhosaland. Hemländer var Ciskei och Transkei.                                                                                            |
| Tembu                       | Xhosa                                                             | 750 000    | Tembuland. Hemländer var Ciskei och Transkei (tillsammans med Xhosa).                                                                    |
| Pondo                       | Xhosa                                                             |            | Pondoland. Hemländer var Ciskei och Transkei (tillsammans med Xhosa).                                                                    |
| Sydliga ndebele             | sydndebele                                                        | 659 000    | Centrala före detta Transvaal |
| Andra generationen zonda    |                                                                   |            | |
| Nordliga ndebele (Matabele) | nordndebele                                                       | 1 599 000  | Matabeleland |
| Ngoni                       | De har inget eget språk, utan talar tumbuka, chichewa eller zulu. | 2 044 000  | Malawi |
|                             |                                                                   |            | |
| Totalt                      |                                                                   | 26 801 000 | |